# Belagerung von Lissabon (1147)
Die erfolgreiche Belagerung von Lissabon im Jahre 1147 durch ein Kreuzritterheer des Zweiten Kreuzzugs sicherte Afonso Henrique I. die Grundlage für die Herrschaft über ganz Portugal.

## Hintergrund
Seit 719 gehörte Lissabon, von den Mauren „al-Ushbuna“ genannt, zum muslimischen Herrschaftsbereich und gelangte nur für sehr kurze Perioden unter verschiedene christliche Besatzungen. Der Sieg in der Schlacht von Ourique 1139 hatte Afonso Henrique zum ersten König Portugals gemacht. Im März 1147 hatte dieser mit einer kleinen Schar Soldaten Santarém von den almoravidischen Mauren erobert. Die strategisch wichtige Stadt Lissabon befand sich aber noch immer in maurischer Hand, und der König konnte selbst keine Truppen zu deren Eroberung stellen.
Ebenfalls 1147 brach in Mitteleuropa der Zweite Kreuzzug ins Heilige Land auf. Während mächtige Hauptheere auf dem Landweg über den Balkan marschierten, reiste ein Teil der Kreuzfahrer auf dem Seeweg. Am 27. April waren die Männer aus Flandern, Friesland, der Normandie und Deutsche aus Köln nach England losgesegelt, wo sie weitere Kreuzfahrer aus England und Schottland an Bord nahmen. Am 19. Mai 1147 brach diese Flotte von Dartmouth aus nach Palästina auf. Anders als bei den meisten Kreuzfahrerheeren wurde dieses nicht von einem Adligen angeführt. Am 16. Juni erreichten die Kreuzfahrer mit 164 Schiffen Porto, wo sie im Auftrag von Afonso Henrique vom dortigen Bischof empfangen wurden. Der Bischof erklärte ihnen, dass Afonso Henrique, als er von der Ankunft der Kreuzfahrer hörte, mit seinen wenigen Männern zur Belagerung von Lissabon aufgebrochen sei und dort auf deren Unterstützung warte. Einige Kreuzfahrer zögerten zunächst, da sie ihren Kreuzzug ins Heilige Land nicht verzögern wollten, ließen sich aber schließlich von der Aussicht überzeugen, ihre Reisekasse durch reiche Beute aufbessern zu können.
Die Kreuzfahrer landeten am 28. Juni außerhalb der Stadt und einigten sich mit Afonso Henrique, dass ihnen das Recht der Plünderung Lissabons zustünde und sie anschließend die Stadt Afonso Henrique überlassen würden.

## Belagerung
Am 1. Juli begannen die ersten Scharmützel, während die Kreuzfahrer die außerhalb der Stadtmauer gelegenen Randbezirke besetzten und die Belagerung aufnahmen. Zunächst verlief die Belagerung für die Kreuzfahrer eher unglücklich: fünf Katapulte wurden zerstört und ein Belagerungsturm blieb im Morast stecken. Allerdings hatten auch die maurischen Verteidiger Schwierigkeiten. Die Nahrungsversorgung war völlig unzureichend und die benachbarten maurischen Fürsten sandten keine Unterstützung. Die deutschen Truppen erreichten bis zum 16. Oktober mit flämischer Hilfe die Unterminierung der Stadtmauer, sodass eine Bresche geschlagen wurde. Doch der darauf folgende Angriff lief nicht koordiniert ab. Stattdessen griffen die Flamen bereits an, als die Deutschen noch ihre Truppen sammelten. Da die Flamen alleine den Mauren unterlegen waren, schlug dieser Angriff fehl. Am 19. Oktober hatten die Engländer einen zweiten Belagerungsturm fertiggestellt. Als er an die Mauer gerollt wurde, wurde die Lage der Verteidiger kritisch. Als dann gleichzeitig die Flamen das Stadttor durch Beschuss beschädigten und die Deutschen die alte Bresche einnahmen und den Verteidigern die ersten größeren Verluste zufügten, gaben die Mauren auf und willigten in die Übergabe ein.

## Verluste
Bei den Kreuzrittern gab es außer bei den anfänglichen Scharmützeln außerhalb der Stadt, bei denen nicht mehr als 500 Mann getötet oder verwundet worden sein dürften, nur bei dem misslungenen Angriff der Flamen auf die Bresche nennenswerte Verluste.
Insgesamt beliefen sich die Verluste auf Kreuzfahrerseite auf etwa 1.000 Tote und Verwundete.
Die Mauren hatten zu Beginn etwa 5.000 Mann an Truppen in der Stadt. Außerhalb weitere 2.000, von denen etwa die Hälfte bei den Scharmützeln in der Umgebung fiel, während der Rest sich in die Stadt zurückzog. Für die restlichen Truppen gab es nur noch bei dem misslungenen Angriff der Flamen und beim letzten und erfolgreichen Angriff der Deutschen auf die Bresche nennenswerte Verluste. Hier fielen insgesamt etwa 2.000–3.000 Mann. Insgesamt verloren die Mauren also etwa die Hälfte ihrer ursprünglich 7.000 Mann.

## Folgen
Bei der Besetzung Lissabons erfüllte sich die Hoffnung der Kreuzfahrer auf reiche Beute. Anschließend eroberten sie auch die maurischen Burgen Sintra und Palmela für Afonso Henrique.
Ein Engländer namens Gilbert von Hastings wurde zum neuen Bischof von Lissabon ernannt und einige Kreuzfahrer ließen sich als Siedler in Portugal nieder. Die allermeisten von ihnen warteten aber nur den Winter ab, bis sie am 1. Februar 1148 ihren Kreuzzug ins Heilige Land fortsetzten. Das Unternehmen endete später in einem Fehlschlag und die Eroberung Lissabons sollte einer der wenigen zählbaren Erfolge des Zweiten Kreuzzugs bleiben.
Afonso Henriques Nachfolger setzten die Eroberung Portugals von den Mauren fort und konnten sie bis 1251 vollenden. Anschließend wurde Lissabon 1256 neue Hauptstadt des Königreichs Portugal.

## Rezeption
Der spätere Literaturnobelpreisträger José Saramago (1922–2010) erzählt in einem 1989 erschienenen Roman wie ein Korrektor in eine historische Darstellung der Ereignisse das Wort no einfügt, wodurch die Kreuzfahrer den Portugiesen ihre Hilfe nicht gewähren. Statt ihn zu entlassen, verlangt seine Vorgesetzte von ihm eine kontrafaktische Erzählung, wie es Afonso Henriques Truppen dennoch gelingt, in den Besitz der Stadt zu kommen, und beginnt eine Liebesaffäre mit ihm.